# Большая семья
«Больша́я семья́» — художественный фильм Иосифа Хейфица 1954 года по роману Всеволода Кочетова «Журбины» (1952; не следует путать с пьесой того же автора «Семья Журбиных», 1954).
Фильм является лауреатом Каннского кинофестиваля в номинации «Лучший актёрский ансамбль» за 1955 год. Съёмки фильма обошлись в 3 419 000 рублей.

## Сюжет
В фильме рассказывается о большой семье Журбиных — потомственных рабочих-судостроителей. Вместе живут три поколения: дед Матвей, его сын Илья Матвеевич, четверо сыновей Ильи Матвеевича (Виктор, Антон, Константин и Алексей) и младшая дочь Антонина. Второй сын Антон приезжает из Ленинграда внедрять новый метод сборки кораблей. Старший сын Виктор, мастер по изготовлению моделей будущих кораблей, пытается сконструировать универсальный станок для изготовления моделей. Самым сложным характером отличается и сквозь самые сложные перипетии сюжета проходит младший сын Ильи Матвеевича — Алексей; он отделился от семьи, намереваясь жениться, но его любимая девушка Катя увлекается заведующим клубом, который бросает её, когда узнаёт, что она беременна. Алексей находит в себе силы простить её и вернуть вместе с маленьким ребёнком. Из семьи Журбиных уходит Лида, жена Виктора, которая чувствует себя чужой в семье, где вся жизнь каждого в первую очередь связана с постройкой кораблей. В связи с реорганизацией производства многим членам семьи приходится менять профессию. Илья Журбин пытается изучить основы алгебры, чтобы не отстать от других, и ссорится со своим старым другом мастером Басмановым, считающим, что их время уже ушло.

## В ролях
- Сергей Лукьянов — Матвей Дорофеевич Журбин
- Борис Андреев — Илья Матвеевич Журбин
- Вера Кузнецова — Агафья Карповна Журбина, жена Ильи
- Алексей Баталов — Алексей Ильич (Алёша) Журбин, младший внук Матвея Дорофеевича
- Елена Добронравова — Екатерина (Катя) Журбина (Травникова), жена Алёши
- Сергей Курилов — Виктор Ильич (Витя) Журбин, старший внук Матвея Дорофеевича
- Клара Лучко — Лидия (Лида) Журбина, бывшая жена Виктора
- Вадим Медведев — Антон Ильич Журбин, второй внук Матвея Дорофеевича
- Борис Битюков — Константин (Костя) Ильич Журбин, третий внук Матвея Дорофеевича
- Екатерина Савинова — Евдокия (Дуняша) Журбина, жена Кости
- Ия Арепина — Антонина (Тоня) Ильинична Журбина, младшая внучка Матвея Дорофеевича
- Николай Сергеев — Александр (Саня) Александрович Басманов
- Павел Кадочников — Евсей Константинович Скобелев, инженер, начальник бюро технической информации
- Лариса Кронберг — Зинаида Павловна Иванова, молодой специалист, технолог-корпусник
- Николай Гриценко — Вениамин Семёнович, заведующий клубом
- Борис Коковкин — Иван Степанович, директор завода

## Съёмочная группа
- Авторы сценария: Всеволод Кочетов, Сократ Кара-Дэмур (Сократ Кара-Дэмур-Вартанян), Иосиф Хейфиц
- Режиссёр: Иосиф Хейфиц
- Оператор-постановщик: Сергей Иванов
- Художники-постановщики: Виктор Волин, Виктор Савостин
- Композитор: Венедикт Пушков
- Звук: Арнольд Шаргородский
- Редактор: Д. Ландер

## Места съёмки и факты о фильме
Производственные сцены, в том числе эффектный эпизод спуска на воду судна «Матвей Журбин» снимался на судостроительном заводе имени 61 коммунара в городе Николаеве.
Сергей Лукьянов, сыгравший отца героя Бориса Андреева, на самом деле всего на 4 года старше Андреева. Аналогично Сергей Курилов, сыгравший сына героя Бориса Андреева, на самом деле родился на полгода раньше Андреева и всего 4 года позже Сергея Лукьянова, сыгравшего его деда.

## Призы и награды
Фильм является лауреатом Каннского кинофестиваля за 1955 год в номинации «Лучший актёрский ансамбль» («За лучший актерский состав»; фр. «Prix d’interprétation collectif», англ. «Collective Acting Prize»). В состав награждаемого актёрского ансамбля включались следующие роли:
| Мужские роли - Борис Андреев - Алексей Баталов - Борис Битюков - Николай Гриценко - Павел Кадочников - Борис Коковкин - Сергей Курилов - Сергей Лукьянов - Вадим Медведев - Николай Сергеев | Женские роли - Ия Арепина - Елена Добронравова - Лариса Кронберг - Вера Кузнецова - Клара Лучко - Екатерина Савинова |

Кроме того, на том же фестивале Иосиф Хейфиц номинировался на «Золотую пальмовую ветвь».